# Coupe de la Ligue française de football 2002-2003
Navigation
Coupe de la Ligue française 2001-2002 Coupe de la Ligue française 2003-2004
La Coupe de la ligue de football 2002 - 2003 est la neuvième édition de la Coupe de la Ligue de football en France. La finale du 17 mai 2003, se solde par une victoire de l'AS Monaco sur le FC Sochaux-Montbéliard.

## Déroulement de la compétition
Le club en premier est le club qui joue à domicile.

### Premier tour
Les matchs du premier tour ont été étalés sur plusieurs journées.
10 octobre
- FC Martigues 3 - 2 Stade de Reims (après prolongation)

11 octobre
- US Créteil-Lusitanos 1 - 0 Clermont Foot
- Amiens SC 0 - 1 FC Gueugnon (après prolongation)
- ES Wasquehal 3 - 1 Stade lavallois
- FC Metz 0 - 0 Chamois niortais FC (4-2 aux tirs au but)
- FC Istres 2 - 1 FC Lorient (après prolongation)
- Nîmes Olympique 2 - 0 SCO Angers
- AS Beauvais 2 - 1 SM Caen (après prolongation)
- AS Saint-Étienne 3 - 2 Toulouse FC
- Le Mans UC 3 - 0 ASOA Valence
- Grenoble Foot 2 - 0 AS Cannes

10 décembre
- AS Nancy-Lorraine 3 - 0 LB Châteauroux

### Seizièmes de finale
Les seizièmes de finale voient l'entrée dans la compétition des équipes de première division. Certains matchs ont eu lieu en décembre 2002 et d'autres en janvier 2003 (celui de Nancy).
7 décembre
- EA Guingamp 1 - 0 RC Strasbourg
- FC Martigues 0 - 1 FC Metz
- Montpellier HSC 1 - 2 Girondins de Bordeaux
- FC Gueugnon 1 - 1 Stade rennais FC (5-4 aux tirs au but)
- FC Istres 1 - 2 Lille OSC
- AS Beauvais 3 - 3 RC Lens (3-1 aux tirs au but)
- FC Sochaux 3 - 0 AC Ajaccio
- Nîmes Olympique 1 - 1 CS Sedan-Ardennes (4-2 aux tirs au but)
- Le Mans UC 1 - 0 Grenoble Foot
- US Créteil-Lusitanos 1 - 0 OGC Nice
- Olympique de Marseille 5 - 1 ES Troyes AC
- Olympique lyonnais 2 - 0 SC Bastia

8 décembre
- AS Monaco 1 - 0 AJ Auxerre
- AS Saint-Étienne 1 - 0 Le Havre AC (après prolongation)
- Paris SG 2 - 3 FC Nantes

18 janvier
- AS Nancy-Lorraine 1 - 0 ES Wasquehal

### Tableau final
À partir de ce stade de la compétition, il n'y a plus de tirage au sort et les équipes savent déjà contre qui elles vont jouer si elles passent le tour.
|  | Huitièmes de finale                       | Huitièmes de finale                    |                        |      | Quarts de finale                  | Quarts de finale                  |  |  | Demi-finales                        | Demi-finales                        |  |  | Finale                   | Finale                   |
|  | Huitièmes de finale                       | Huitièmes de finale                    |                        |      | Quarts de finale                  | Quarts de finale                  |  |  | Demi-finales                        | Demi-finales                        |  |  | Finale                   | Finale                   |
|  |                                           |                                        |                        |      |                                   |                                   |  |  |                                     |                                     |  |  |                          |                          |
|  | 18 janvier - Stade Auguste-Bonal (tab)    | 18 janvier - Stade Auguste-Bonal (tab) |                        |      | 5 mars - Stade Auguste-Bonal (ap) | 5 mars - Stade Auguste-Bonal (ap) |  |  | 15 avril - Stade Auguste-Bonal (ap) | 15 avril - Stade Auguste-Bonal (ap) |  |  | 17 mai - Stade de France | 17 mai - Stade de France |
|  | 18 janvier - Stade Auguste-Bonal (tab)    | 18 janvier - Stade Auguste-Bonal (tab) |                        |      | 5 mars - Stade Auguste-Bonal (ap) | 5 mars - Stade Auguste-Bonal (ap) |  |  | 15 avril - Stade Auguste-Bonal (ap) | 15 avril - Stade Auguste-Bonal (ap) |  |  | 17 mai - Stade de France | 17 mai - Stade de France |
|  | FC Sochaux                                | 3(5)                                   |                        |      | 5 mars - Stade Auguste-Bonal (ap) | 5 mars - Stade Auguste-Bonal (ap) |  |  | 15 avril - Stade Auguste-Bonal (ap) | 15 avril - Stade Auguste-Bonal (ap) |  |  | 17 mai - Stade de France | 17 mai - Stade de France |
|  | FC Sochaux                                | 3(5)                                   |                        |      | 5 mars - Stade Auguste-Bonal (ap) | 5 mars - Stade Auguste-Bonal (ap) |  |  | 15 avril - Stade Auguste-Bonal (ap) | 15 avril - Stade Auguste-Bonal (ap) |  |  | 17 mai - Stade de France | 17 mai - Stade de France |
|  | Olympique lyonnais                        | 3(3)                                   |                        |      | 5 mars - Stade Auguste-Bonal (ap) | 5 mars - Stade Auguste-Bonal (ap) |  |  | 15 avril - Stade Auguste-Bonal (ap) | 15 avril - Stade Auguste-Bonal (ap) |  |  | 17 mai - Stade de France | 17 mai - Stade de France |
|  | Olympique lyonnais                        | 3(3)                                   | FC Sochaux             | 1    |                                   |                                   |  |  | 15 avril - Stade Auguste-Bonal (ap) | 15 avril - Stade Auguste-Bonal (ap) |  |  | 17 mai - Stade de France | 17 mai - Stade de France |
|  | 19 janvier- Stade Grimonprez-Jooris (tab) |                                        | FC Sochaux             | 1    |                                   |                                   |  |  | 15 avril - Stade Auguste-Bonal (ap) | 15 avril - Stade Auguste-Bonal (ap) |  |  | 17 mai - Stade de France | 17 mai - Stade de France |
|  |                                           | Lille OSC                              | 0                      |      |                                   |                                   |  |  | 15 avril - Stade Auguste-Bonal (ap) | 15 avril - Stade Auguste-Bonal (ap) |  |  | 17 mai - Stade de France | 17 mai - Stade de France |
|  | Lille OSC                                 | Lille OSC                              | 0                      | 0(3) |                                   |                                   |  |  | 15 avril - Stade Auguste-Bonal (ap) | 15 avril - Stade Auguste-Bonal (ap) |  |  | 17 mai - Stade de France | 17 mai - Stade de France |
|  | Lille OSC                                 | 5 mars - Stade de la Beaujoire         |                        | 0(3) |                                   |                                   |  |  | 15 avril - Stade Auguste-Bonal (ap) | 15 avril - Stade Auguste-Bonal (ap) |  |  | 17 mai - Stade de France | 17 mai - Stade de France |
|  | Nîmes Olympique                           | 0(1)                                   |                        |      |                                   |                                   |  |  | 15 avril - Stade Auguste-Bonal (ap) | 15 avril - Stade Auguste-Bonal (ap) |  |  | 17 mai - Stade de France | 17 mai - Stade de France |
|  | Nîmes Olympique                           | 0(1)                                   | FC Sochaux             | 3    |                                   |                                   |  |  |                                     |                                     |  |  | 17 mai - Stade de France | 17 mai - Stade de France |
|  | 19 janvier - Stade du Roudourou (tab)     |                                        | FC Sochaux             | 3    |                                   |                                   |  |  |                                     |                                     |  |  | 17 mai - Stade de France | 17 mai - Stade de France |
|  |                                           | FC Metz                                | 2                      |      |                                   |                                   |  |  |                                     |                                     |  |  | 17 mai - Stade de France | 17 mai - Stade de France |
|  | EA Guingamp                               | FC Metz                                | 2                      | 3(2) |                                   |                                   |  |  |                                     |                                     |  |  | 17 mai - Stade de France | 17 mai - Stade de France |
|  | EA Guingamp                               | 16 avril - Stade Vélodrome             |                        | 3(2) |                                   |                                   |  |  |                                     |                                     |  |  | 17 mai - Stade de France | 17 mai - Stade de France |
|  | FC Nantes                                 | 3(4)                                   |                        |      |                                   |                                   |  |  |                                     |                                     |  |  | 17 mai - Stade de France | 17 mai - Stade de France |
|  | FC Nantes                                 | 3(4)                                   | FC Nantes              | 0    |                                   |                                   |  |  |                                     |                                     |  |  | 17 mai - Stade de France | 17 mai - Stade de France |
|  | 19 janvier - Stade Saint-Symphorien       |                                        | FC Nantes              | 0    |                                   |                                   |  |  |                                     |                                     |  |  | 17 mai - Stade de France | 17 mai - Stade de France |
|  |                                           | FC Metz                                | 2                      |      |                                   |                                   |  |  |                                     |                                     |  |  | 17 mai - Stade de France | 17 mai - Stade de France |
|  | FC Metz                                   | FC Metz                                | 2                      | 1    |                                   |                                   |  |  |                                     |                                     |  |  | 17 mai - Stade de France | 17 mai - Stade de France |
|  | FC Metz                                   | 4 mars - Stade Geoffroy-Guichard       |                        | 1    |                                   |                                   |  |  |                                     |                                     |  |  | 17 mai - Stade de France | 17 mai - Stade de France |
|  | Girondins de Bordeaux                     | 0                                      |                        |      |                                   |                                   |  |  |                                     |                                     |  |  | 17 mai - Stade de France | 17 mai - Stade de France |
|  | Girondins de Bordeaux                     | 0                                      | FC Sochaux             | 1    |                                   |                                   |  |  |                                     |                                     |  |  |                          |                          |
|  | 18 janvier - Stade Geoffroy-Guichard      |                                        | FC Sochaux             | 1    |                                   |                                   |  |  |                                     |                                     |  |  |                          |                          |
|  |                                           | AS Monaco                              | 4                      |      |                                   |                                   |  |  |                                     |                                     |  |  |                          |                          |
|  | AS Saint-Étienne                          | AS Monaco                              | 4                      | 3    |                                   |                                   |  |  |                                     |                                     |  |  |                          |                          |
|  | AS Saint-Étienne                          |                                        |                        | 3    |                                   |                                   |  |  |                                     |                                     |  |  |                          |                          |
|  | Le Mans UC                                | 2                                      |                        |      |                                   |                                   |  |  |                                     |                                     |  |  |                          |                          |
|  | Le Mans UC                                | 2                                      | AS Saint-Étienne       | 0    |                                   |                                   |  |  |                                     |                                     |  |  |                          |                          |
|  | 18 janvier - Stade Vélodrome              |                                        | AS Saint-Étienne       | 0    |                                   |                                   |  |  |                                     |                                     |  |  |                          |                          |
|  |                                           | Olympique de Marseille                 | 2                      |      |                                   |                                   |  |  |                                     |                                     |  |  |                          |                          |
|  | Olympique de Marseille                    | Olympique de Marseille                 | 2                      | 4    |                                   |                                   |  |  |                                     |                                     |  |  |                          |                          |
|  | Olympique de Marseille                    | 5 mars - Stade Jean Laville            |                        | 4    |                                   |                                   |  |  |                                     |                                     |  |  |                          |                          |
|  | US Créteil                                | 0                                      |                        |      |                                   |                                   |  |  |                                     |                                     |  |  |                          |                          |
|  | US Créteil                                | 0                                      | Olympique de Marseille | 0    |                                   |                                   |  |  |                                     |                                     |  |  |                          |                          |
|  | 14 février - Stade Jean Laville           |                                        | Olympique de Marseille | 0    |                                   |                                   |  |  |                                     |                                     |  |  |                          |                          |
|  |                                           | AS Monaco                              | 1                      |      |                                   |                                   |  |  |                                     |                                     |  |  |                          |                          |
|  | FC Gueugnon                               | AS Monaco                              | 1                      | 3    |                                   |                                   |  |  |                                     |                                     |  |  |                          |                          |
|  | FC Gueugnon                               |                                        |                        | 3    |                                   |                                   |  |  |                                     |                                     |  |  |                          |                          |
|  | AS Nancy-Lorraine                         | 2                                      |                        |      |                                   |                                   |  |  |                                     |                                     |  |  |                          |                          |
|  | AS Nancy-Lorraine                         | 2                                      | FC Gueugnon            | 0    |                                   |                                   |  |  |                                     |                                     |  |  |                          |                          |
|  | 19 janvier - Stade Pierre-Brisson         |                                        | FC Gueugnon            | 0    |                                   |                                   |  |  |                                     |                                     |  |  |                          |                          |
|  |                                           | AS Monaco                              | 5                      |      |                                   |                                   |  |  |                                     |                                     |  |  |                          |                          |
|  | AS Beauvais                               | AS Monaco                              | 5                      | 0    |                                   |                                   |  |  |                                     |                                     |  |  |                          |                          |
|  | AS Beauvais                               |                                        |                        | 0    |                                   |                                   |  |  |                                     |                                     |  |  |                          |                          |
|  | AS Monaco                                 | 1                                      |                        |      |                                   |                                   |  |  |                                     |                                     |  |  |                          |                          |
|  | AS Monaco                                 | 1                                      |                        |      |                                   |                                   |  |  |                                     |                                     |  |  |                          |                          |

À noter : Cette compétition ne comprend pas de match pour la troisième place entre les 2 perdants des demi-finales

### Finale
La finale a eu lieu le 17 mai 2003 au Stade de France. L'AS Monaco l'a emporté 4 buts à 1 contre le FC Sochaux. Les buts furent marqués par Ludovic Giuly (56e minute), Sébastien Squillaci (60e), Dado Pršo (66e) et encore un de Giuly (77e) pour Monaco contre un but sur pénalty par Niša Saveljić à la 87e pour Sochaux.
| Samedi 17 mai 2003 | FC Sochaux               | 1-4   | AS Monaco                                                                       | Stade de France, Saint-Denis                    |                                                 |
|                    | Niša Saveljić 87e (pen.) | (0-0) | Ludovic Giuly 56e · Sébastien Squillaci 60e · Dado Pršo 66e · Ludovic Giuly 70e | Spectateurs : 75 379 Arbitrage : Damien Ledentu | Spectateurs : 75 379 Arbitrage : Damien Ledentu |
|                    | Rapport                  |       |                                                                                 | Spectateurs : 75 379 Arbitrage : Damien Ledentu | Spectateurs : 75 379 Arbitrage : Damien Ledentu |

| FC Sochaux     |    |                    |     |     |     |
|                |    |                    |     |     |     |
| Gardien de but | 16 | Teddy Richert      |     |     |     |
|                | 4  | Maxence Flachez    |     |     |     |
|                | 5  | Niša Saveljić      | 87e |     |     |
|                | 19 | Philippe Raschke   |     | 79e |     |
|                | 24 | Sylvain Monsoreau  |     |     |     |
|                | 10 | Wilson Oruma       |     | 74e | 53e |
|                | 17 | Benoît Pedretti    |     |     |     |
|                | 25 | Jérémy Mathieu     |     |     |     |
|                | 9  | Mickaël Pagis      |     |     |     |
|                | 13 | Pierre-Alain Frau  |     |     |     |
|                | 14 | Francileudo Santos |     | 46e |     |
| Remplaçants :  |    |                    |     |     |     |
|                | 2  | Ibrahim Tall       |     | 79e |     |
|                | 6  | Johann Lonfat      |     | 74e |     |
|                | 12 | Michaël Isabey     |     | 46e |     |
| Entraineur :   |    |                    |     |     |     |
| Guy Lacombe    |    |                    |     |     |     |

| AS Monaco        |    |                     |         |     |     |
|                  |    |                     |         |     |     |
| Gardien de but   | 30 | Flavio Roma         |         |     |     |
|                  | 3  | Patrice Évra        |         |     |     |
|                  | 4  | Rafael Márquez      |         |     | 62e |
|                  | 19 | Sébastien Squillaci | 60e     |     |     |
|                  | 27 | Julien Rodriguez    |         | 81e |     |
|                  | 7  | Lucas Bernardi      |         |     |     |
|                  | 8  | Ludovic Giuly       | 56e 77e |     |     |
|                  | 25 | Jérôme Rothen       |         |     |     |
|                  | 9  | Dado Pršo           | 66e     | 74e |     |
|                  | 18 | Shabani Nonda       |         |     |     |
|                  | 35 | Hassan El-Fakiri    |         |     |     |
| Remplaçants :    |    |                     |         |     |     |
|                  | 32 | Gaël Givet          |         | 81e |     |
|                  | 10 | Marcelo Gallardo    |         | 74e | 82e |
|                  | 26 | Souleymane Camara   |         | 77e |     |
| Entraineur :     |    |                     |         |     |     |
| Didier Deschamps |    |                     |         |     |     |